# Mike Gibbins
Michael George Gibbins (12 de marzo de 1949-4 de octubre de 2005) fue un músico británico, más notable por haber sido el baterista de Badfinger.

## Primeros años
Mike Gibbins nació el 12 de marzo de 1949 en Swansea. Comenzó a tocar la batería a los 14 años y se unió a su primera banda, "The Club 4", a principios de los años sesenta. Tocó por el sur de Gales durante un tiempo con un grupo llamado "The Misfits" antes de hacer una audición para la banda galesa rival The Iveys en 1964.

## Carrera

### The Iveys
Ron Griffiths, miembro de Iveys, invitó a Gibbins a hacer una prueba para el grupo en 1964, cuando Gibbins tenía 15 años. Los miembros Pete Ham, Dai Jenkins y Griffiths invitaron posteriormente a Gibbins, que a regañadientes tuvo que cortarse el pelo de un estilo rockero al de un mod para poder unirse. En 1966, Tom Evans sustituyó a Jenkins, y en 1968, The Iveys fueron contratados por Apple Records de los Beatles. En 1969, Paul McCartney produjo la canción "Come and Get It" para The Iveys, quienes antes de su lanzamiento, cambiaron su nombre a Badfinger y sustituyeron a Griffiths por el guitarrista Joey Molland.

### Badfinger
Tras el éxito de "Come and Get It", Badfinger disfrutó del éxito de las canciones "No Matter What", "Day After Day", y "Baby Blue". Desde muy pronto, Gibbins empezó a contribuir con canciones a los álbumes, a pesar de que a menudo se veía eclipsado por las composiciones de los otros miembros, especialmente Ham. Gibbins dejó brevemente el grupo en 1972 para grabar un álbum en solitario con amigos en Gales, pero abandonó el proyecto para volver a Badfinger. Gibbins escribió "It Had to Be" para el álbum No Dice, "Cowboy" para el álbum Ass, "My Heart Goes Out" para el álbum Badfinger de 1974, y las canciones "You're So Fine" y la primera mitad del popurrí "In the Meantime/Some Other Time" para el álbum Wish You Were Here. Con las excepciones de "It Had to Be" y "Your So Fine", Gibbins también contribuyó con la voz principal en sus canciones. También compuso y cantó las canciones originalmente inéditas "Loving You" (de las sesiones inéditas del álbum Straight Up), "Rockin' Machine", y "Back Again" (del álbum inédito Head First). Todas estas grabaciones han sido editadas en CD.
Durante su estancia en Badfinger, Gibbins - junto con los otros miembros de la banda - contribuyó musicalmente al álbum de George Harrison All Things Must Pass, y tocó en el Concierto para Bangladesh. Mientras trabajaba en All Things Must Pass, el productor Phil Spector reconoció el talento de Gibbins para tocar la pandereta, lo que le valió a Gibbins el apodo de "Mr. Tambourine Man" por la canción de Bob Dylan.
Tras el suicidio de Pete Ham en 1975, Badfinger se separó y Gibbins encontró trabajo como batería de sesión en Gales. Una de las canciones más notables en las que Gibbins tocó durante este tiempo fue "It's a Heartache" de Bonnie Tyler.
En 1978, Joey Molland y Tom Evans se reunieron como Badfinger. Se pusieron en contacto con Gibbins, que voló a Los Ángeles para grabar para el álbum Airwaves, pero tras discrepar con su productor, Gibbins abandonó las sesiones y fue sustituido por un batería de sesión. Gibbins no participó en el último álbum de Badfinger, Say No More.
Después de que Evans y Molland se separaran en 1982, Gibbins se unió a Evans y a Bob Jackson para crear otro Badfinger que rivalizara con el de Molland. Gibbins no tardó en abandonar, y Evans se suicidó en 1983. Un año después, Gibbins, Jackson y Molland hicieron una gira como Badfinger durante un breve periodo. 

### Años posteriores
Gibbins volvió a formar parte de Badfinger con Molland durante algunas giras a partir de 1986, pero se retiró de las giras poco después para pasar más tiempo con su familia. A finales de la década de 1990 retomó las giras y creó su propia banda, Madfinger, en la que participaba el ex bajista de los Iveys Ron Griffiths.
Gibbins lanzó cuatro álbumes más tarde  en su vida, A Place in Time, More Annoying Songs, Archeology y In the Meantime con sus propias composiciones.

## Fallecimiento
Gibbins falleció de un aneurisma cerebral mientras dormía en su casa de Florida el 4 de octubre de 2005 a la edad de 56 años. Hablando de su compañero de banda, Molland dijo: "Hablé con Mike el lunes por la tarde. Estaba de buen humor y teníamos ganas de vernos en el evento de reedición de 'Bangladesh' el 17 de octubre. Mike y yo tuvimos un desencuentro hace algún tiempo, pero hemos estado muy en contacto durante los últimos cinco o seis meses, me alegra decirlo, y estábamos empezando a hablar del futuro. Cuando hablábamos solía ser sobre el negocio de Badfinger, tanto el pasado como el futuro. Todavía estaba enfadado porque Peter se había suicidado en lugar de aguantar. Mike era un gran amigo de todos nosotros, un gran baterista de rock, padre y esposo. Valiente y honesto en todo, todos los que le conocieron le echarán mucho de menos".
Su cuerpo fue cremado y las cenizas esparcidas en el mar al norte de Gales.